# Casa de Berga
La casa de Berga fue una casa nobiliaria española del Reino de Mallorca originaria de Berga y que formaba parte de las Nueve Casas.

## Disolución
En el xv la familia se dividió en dos ramas principales, que acabaron, ambas, en el xviii : Leonor de Berga y Zaforteza se casó con Tomás Quint Zaforteza y Dameto, y sus hijos sucedieron en su rama; y Mónica de Berga y Canals, casada con Miguel Vallés de Almedrà y Reus de Solleric, y sus hijos sucedieron en su rama. Así la casa permaneció integrada en la casa de Zaforteza y en la casa de Vallès de Almadrà.

## Posesiones
Sus posesiones han dejado huella en la toponimia mallorquina a lo largo de la historia: Son Berga es el nombre de posesiones en San Lorenzo y en Palma de Mallorca (en Génova y Establecimientos ); en este último, destacan los jardines de Son Berga Nou, declarados Bien de Interés Cultural. Por otra parte, la casa de los Berga en Palma, conocida como Can Berga, es un casal barroco de los más espectaculares de la ciudad, actualmente sede de la Audiencia Provincial de las Islas Baleares.

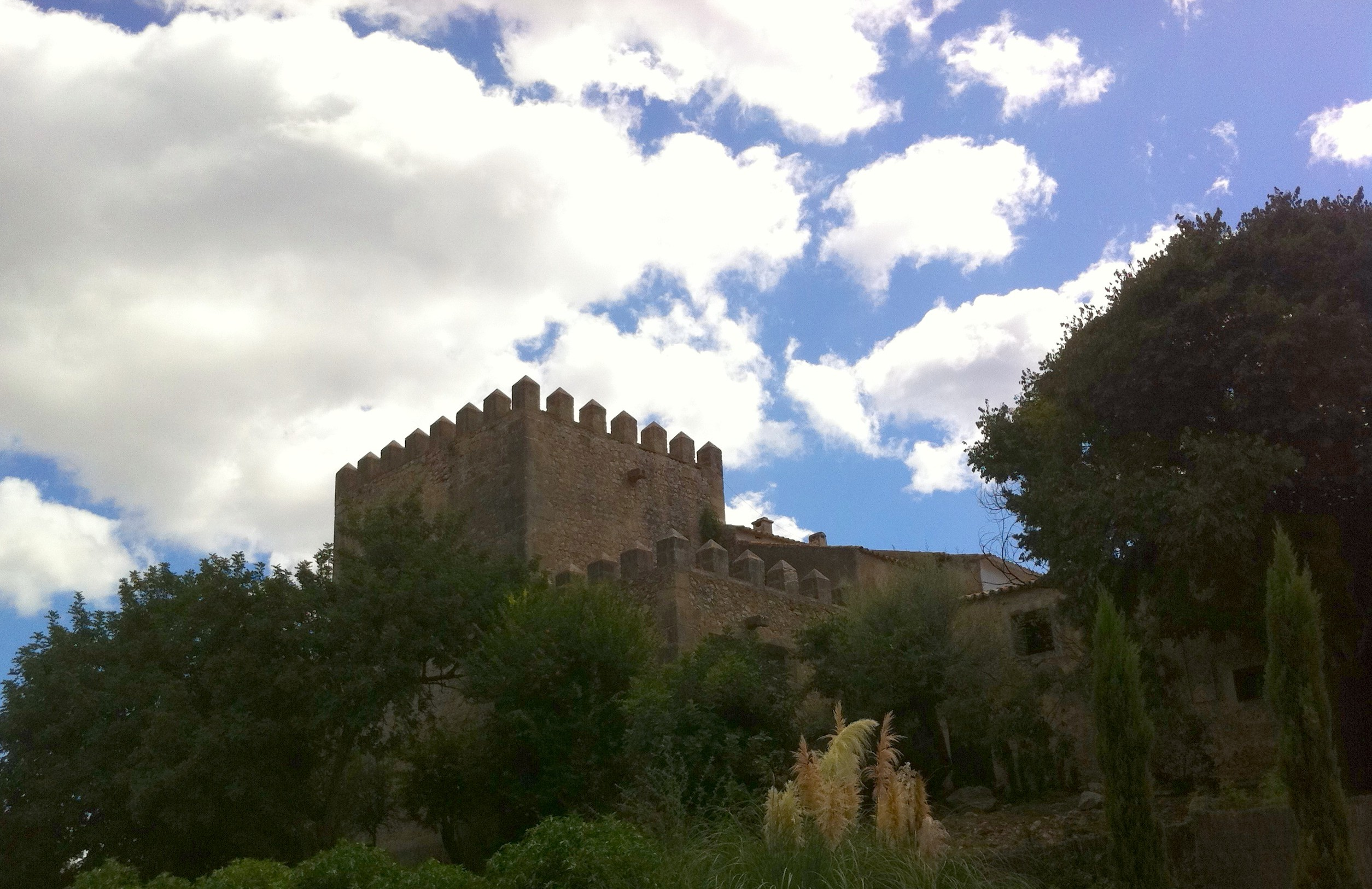
Son Berga, en Génova

## Orígenes y miembros
El linaje de los Berga llegó a Mallorca con la Conquista en el xiii, en la que participó Ramón de Berga, casado con Herminia de Montreal, y Agustín de Berga aparece como testigo en una donación real. En 1372, Bernat de Berga, ciudadano de Mallorca y consejero real, obtuvo una caballería a cambio de ofrecerse como caballo armado. Su hijo Nicolás de Berga y Vida se casó con Bárbara de Santiscle, señora de media caballería de Bellaguardia (Porreras), y su hijo, Bernat de Berga y de Santiscle, adquirió en 1457 la caballería de Costich. Tuvo dos nietos, Nicolás y Jaime de Berga y de Caulelles, y de estos dos salieron las dos principales ramas de la familia.

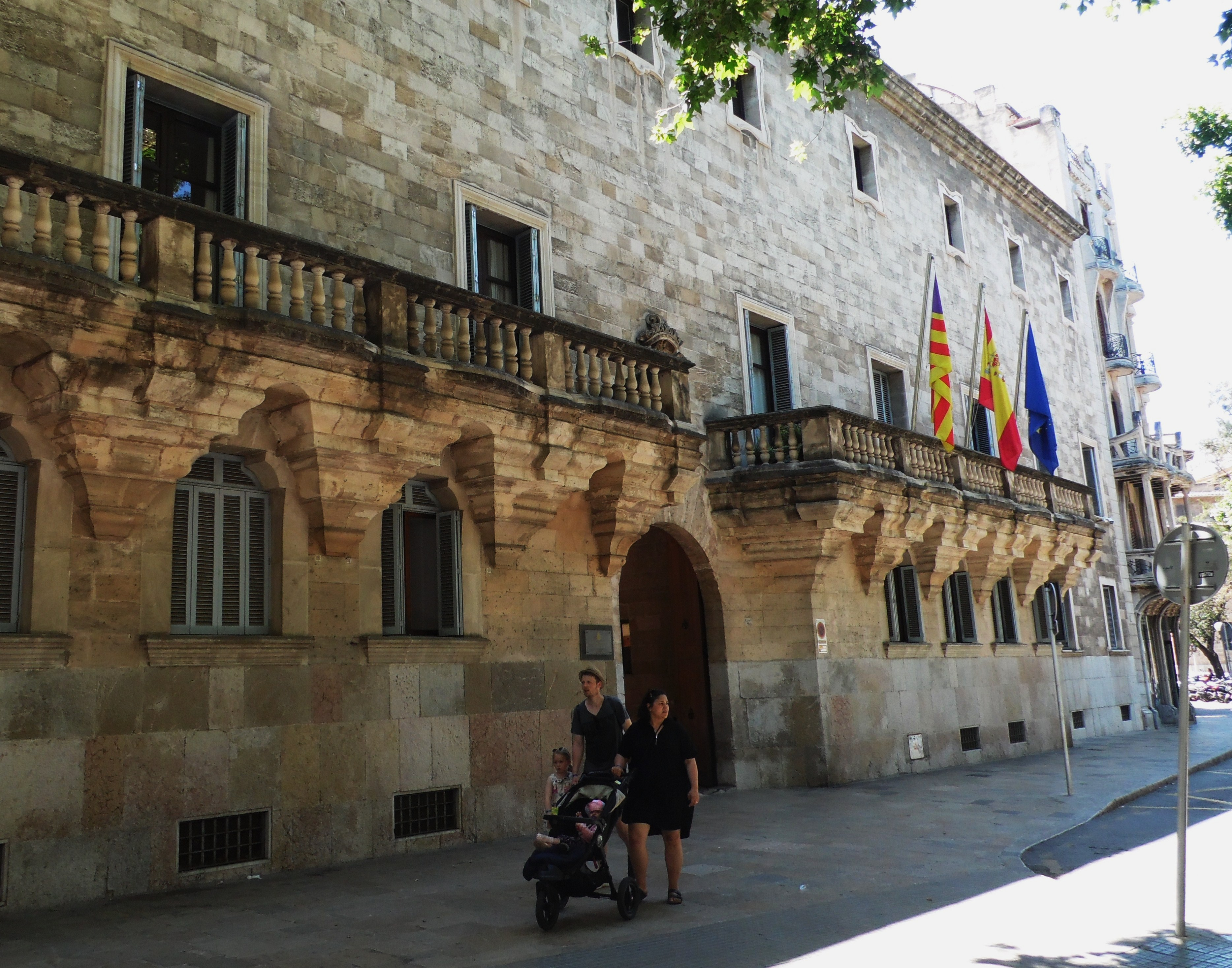
Can Berga, actual sede de la Audiencia

Nicolás de Berga y de Caulelles, el hermano mayor, testó en 1534, y de él descienden los señores de la posesión de Son Berga del Término, que más tarde heredaron Son Anglada del Término por matrimonio de Gabriel de Berga y Gual con Beatriu Sanglada y Sanglada, la cual también aportó bienes fideicomisados de los Valentín. A esta rama pertenecieron caballeros de la orden de Malta famosos: los hermanos Bernat y Ramón de Berga y de Lloscos, de finales del xvi, y los hermanos Pere y Jaume de Berga y Sanglada, de mediados del xvii . Nicolás de Berga y Lloscos, hermano de los anteriores, continuó la línea mayor, y después su hijo Gabriel de Berga y Gual, fallecido en 1672. Se casó con Beatriz Sanglada y Sanglada, heredera de los vínculos de los Sanglada y los Valentí. Fueron padres de los anteriores hermanos, Pere y Jaume de Berga y Sanglada, pero el heredero fue el primogénito Gabriel, quien se casó con Leonor de Santacília y Togores Muntanyans, heredera de toda la casa de Santacília, que se incorporó a la familia ( incluido el casal de la plaza del Mercado ). Su hijo fue el personaje más conocido de esta rama, Gabriel de Berga y Santacilia, fallecido de un tiro en 1706 durante los enfrentamientos entre maulets y Botifler durante la Guerra de Sucesión . Su nieto, Gabriel de Berga y de Berga, murió sin sucesión en 1756 y sus bienes pasaron a los Zaforteza a través de Leonor de Berga y Zaforteza, su tía, casada en 1762 con Tomás Quint Burgués Zaforteza y Dameto.
Por su parte, Jaume de Berga y de Caulelles, hermano de Nicolau, fue lugarteniente de la gobernación de Mallorca, y de él descienden los propietarios del fideicomiso de Son Berga de Alaró . Su hijo fue el oyente y juez de la Real Audiencia Jaume Joan de Berga y de Sales, quien recibió título de nobleza en 1605 y murió asesinado en 1619 en el contexto de las luchas entre Canamunt y Canavall. Su hijo Jaume de Berga y Sureda fue abogado fiscal de Menorca, ya su vez tuvo un hijo, Jaume de Berga y de Comelles, quien fideicomisó sus bienes en 1678. Se casó dos veces: con Esperanza de Sala y de Sales, señora de la caballería de la Galera en Felanich, y con Magdalena Canals y Martorell, hija del capitán Jaume Canals i Penya . En 1740, Jaume Joan de Berga y de Sala, hijo de la primera mujer, murió sin sucesión, y todos sus bienes pasaron a su hermana Mónica de Berga y Canals, hija de la primera esposa del padre y casada con el ciudadano militar Miquel Vallès de Almedrà y Reus de Solleric, propietario de Solleric, vecina de Son Berga. La representación de la casa pasó a los Vallès de Almadrà, que más tarde recibirían el título de marqués de Solleric . Esta rama tuvo la casa en la calle de Sant Pere Nolasc, ante la que fue asesinado Jaume Joan de Berga y de Sales. En el xvi era de los Sanglada, de los cuales la heredaron los Berga, y una vez finalizada esta casa pasó a los Brondo